# 马来西亚捷运公司
马来西亚捷运公司是马来西亚财政部根據《1957年财政部法令》成立的国有企业。捷运公司是马来西亚首都吉隆坡捷运工程的开发公司和资产拥有者，为政府为了改善城市的公共交通系统而成立的公司。捷运公司于2011年9月正式从国家基建（Prasarana）接管巴生谷捷运的拥有权。

## 旗下服务
- 运营中：9 加影线、12 布城线
- 规划中：13 环状线 (吉隆坡)

## 服务品牌
“捷运”将作为捷运公司的服务品牌和所有资产，包括列车、车站、公交车、车库和建筑物。
- 马来西亚捷运（英语：Mass Rapid Transit (Malaysia)）加影和布城捷运列车将由国家基建属下的快捷通轨道营运。
- 马来西亚捷运（英语：Mass Rapid Transit (Malaysia)）加影和布城捷运接驳巴士将由国家基建属下的快捷通巴士营运。